# Ingvar Pettersson
Ingvar Albin Henrik Pettersson (19 gennaio 1926 – 2 luglio 1996) è stato un marciatore svedese.

## Palmarès
- Giochi olimpici

Tokyo 1964: bronzo nella marcia 50 km.